# Jaque Fourie
Jaque Fourie (Carletonville, 4 marzo 1983) è un rugbista a 15 sudafricano, tre quarti centro degli Stormers in Super Rugby, e campione del mondo nel 2007 con gli Springbok.

## Biografia
Professionista dal 2001, Fourie esordì in Nazionale in piena Coppa del Mondo di rugby 2003, quando fu mandato in campo contro l'Uruguay nella fase iniziale a Perth.
Inizialmente schierato all'ala, passò poi al ruolo di centro, nel quale divenne punto fisso in Nazionale.
Fu presente nella selezione alla Coppa del Mondo di rugby 2007 nel corso della quale gli Springbok si laurearono campioni del mondo.
Dopo 9 stagioni nei Lions Fourie ottenne la liberazione del contratto dopo una battaglia legale e dalla stagione 2010 milita negli Stormers; nel luglio 2010 subì una squalifica di un mese per un placcaggio pericoloso durante l'incontro di Tri Nations contro l'Australia a Brisbane.
A fine 2009 fu invitato dai Barbarians per il tradizionale match di fine tour della Nazionale in visita nel Regno Unito, che nell'occasione fu la Nuova Zelanda.

## Palmarès
- Coppe del mondo: 1
Sudafrica: 2007